# 香港特別行政區政府駐粵經濟貿易辦事處
香港特別行政區政府駐粵經濟貿易辦事處（簡稱香港特區駐粵經貿辦、香港駐粵經貿辦、駐粵經貿辦或香港駐粵辦；英語：Hong Kong Economic and Trade Office in Guangdong，GDETO）是中华人民共和国香港特別行政區政府政制及內地事務局轄下，位於廣東省的常駐部門，專責與香港有關的經濟及貿易等事務。該部門成立於2002年7月，是四個駐中國大陸經貿辦中最早成立的一個。
駐中國大陸的經濟貿易辦事處與駐海外的是有分別。駐中國大陸經貿辦隸屬政制及內地事務局，而駐海外經貿辦則隸屬商務及經濟發展局。駐粵辦在2010年8月成立駐深圳聯絡處，目的為向在深圳的港商及港人提供協助，與深圳市政府、非政府機構及商會加強聯繫以增強港粵及港深合作。駐粵辦在2012年2月27日成立位於福州的駐福建聯絡處，目的為把握海峽西岸經濟區的發展機會，加深香港與福建省的多方面合作。駐粵辦在2017年4月18日成立位於南寧的駐廣西聯絡處，目的為加深香港與廣西壯族自治區的多方面合作。
除駐粵經貿辦外，香港特別行政區政府還在上海、武漢和成都成立了經貿辦。

## 職能
駐粵經貿辦的主要功能是為促進福建省、江西省、廣東省、廣西壯族自治區及海南省五省區與香港特別行政區之間在經濟及貿易上的聯繫，及加強合作。駐粵經貿辦也設立了入境事務組，向身處該五省區的香港居民提供緊急支援服務。
2014年，随着駐武漢經貿辦投入使用，江西省不再由駐粵經貿辦服务。

## 主任列表
1. 梁百忍（2001年4月1日至2008年12月31日）[5][6][7][8]
2. 鄭偉源（2009年1月5日至2011年7月10日）[8][9][10]
3. 朱經文（2011年7月11日至2014年5月25日）[10][11]
4. 鄧家禧（2014年5月26日至2019年3月31日）[12][13][14]
5. 陳選堯（2019年4月1日至2022年12月5日）[14][15]
6. 蘇惠思（2022年12月6日至今）[15]

## 參見

香港駐內地經濟貿易辦事處與聯絡處，其中綠色區域為駐粵經濟貿易辦事處服務範圍

## 外部連結
- 香港特別行政區政府 駐粵經濟貿易辦事處 （页面存档备份，存于）
- 香港境外辦事處 （页面存档备份，存于）